# چیووکووو ماوه
چیووکووو ماوه (به لهستانی:  Ciółkowo Małe) یک روستا در لهستان است که در گمینا اوبرته واقع شده‌است.